# Великі Дедеркали

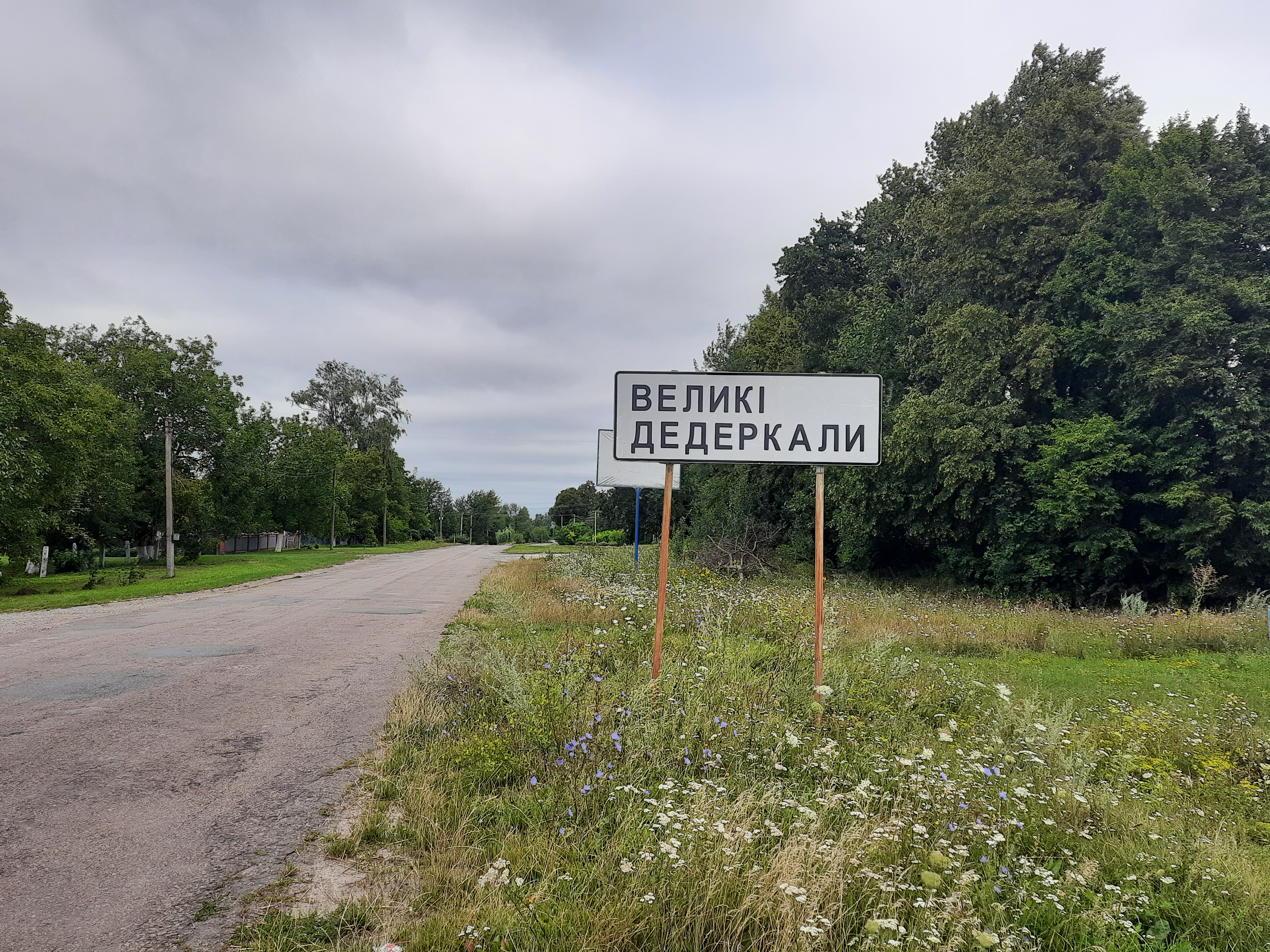
Дорожній знак при в'їзді в село

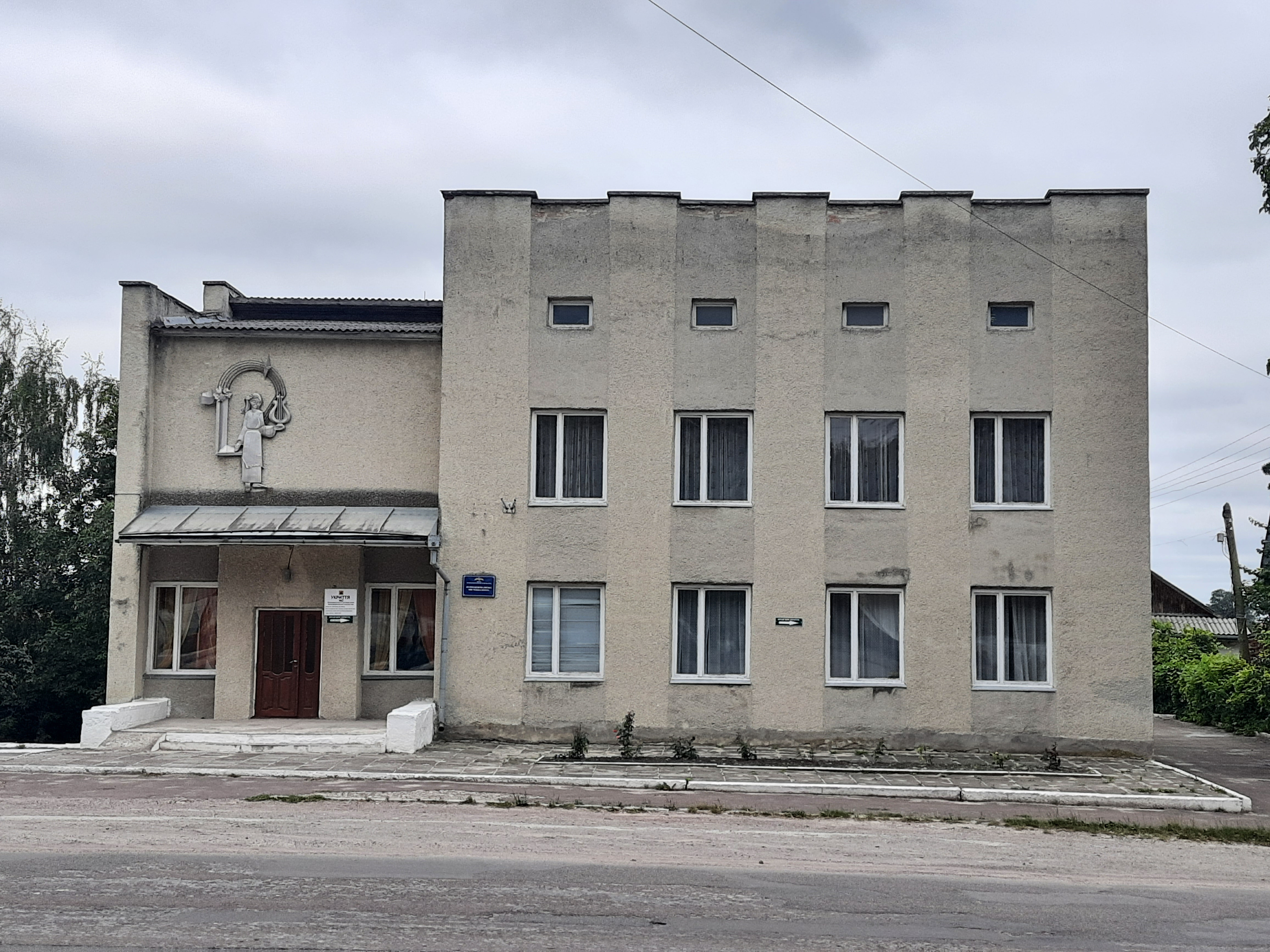
Будинок культури

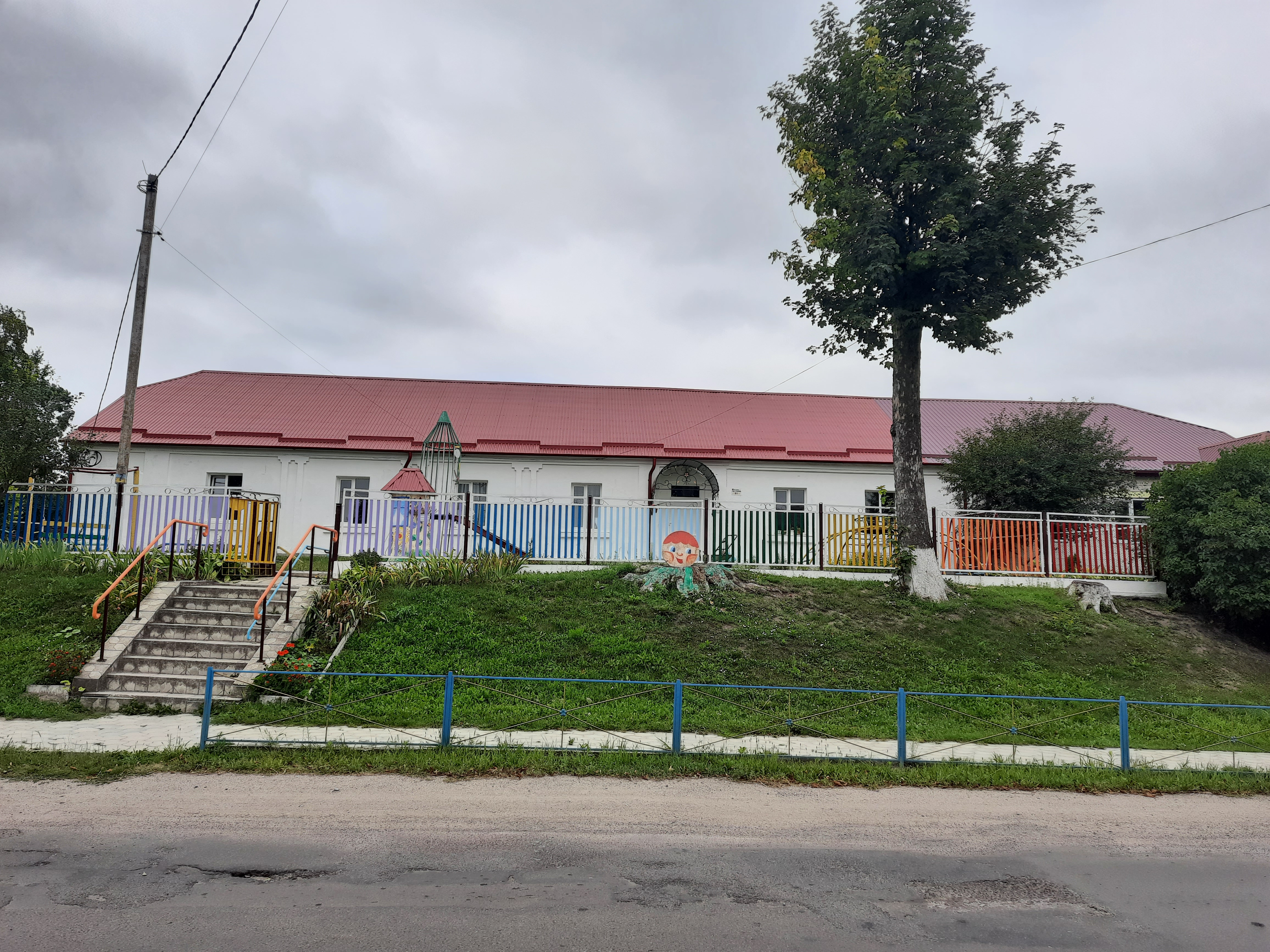
Дитячий садок

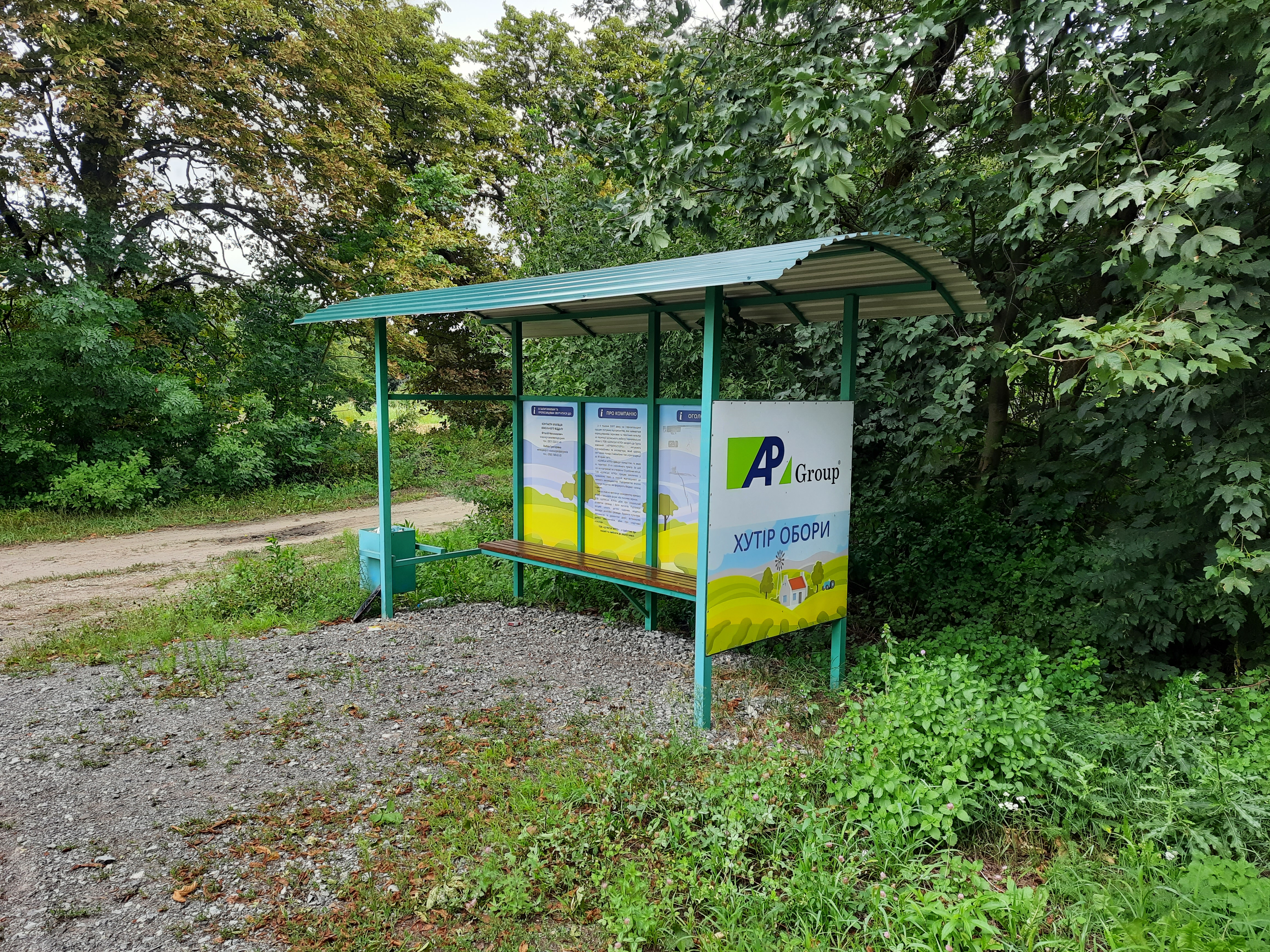
Автобусна зупинка на околиці села

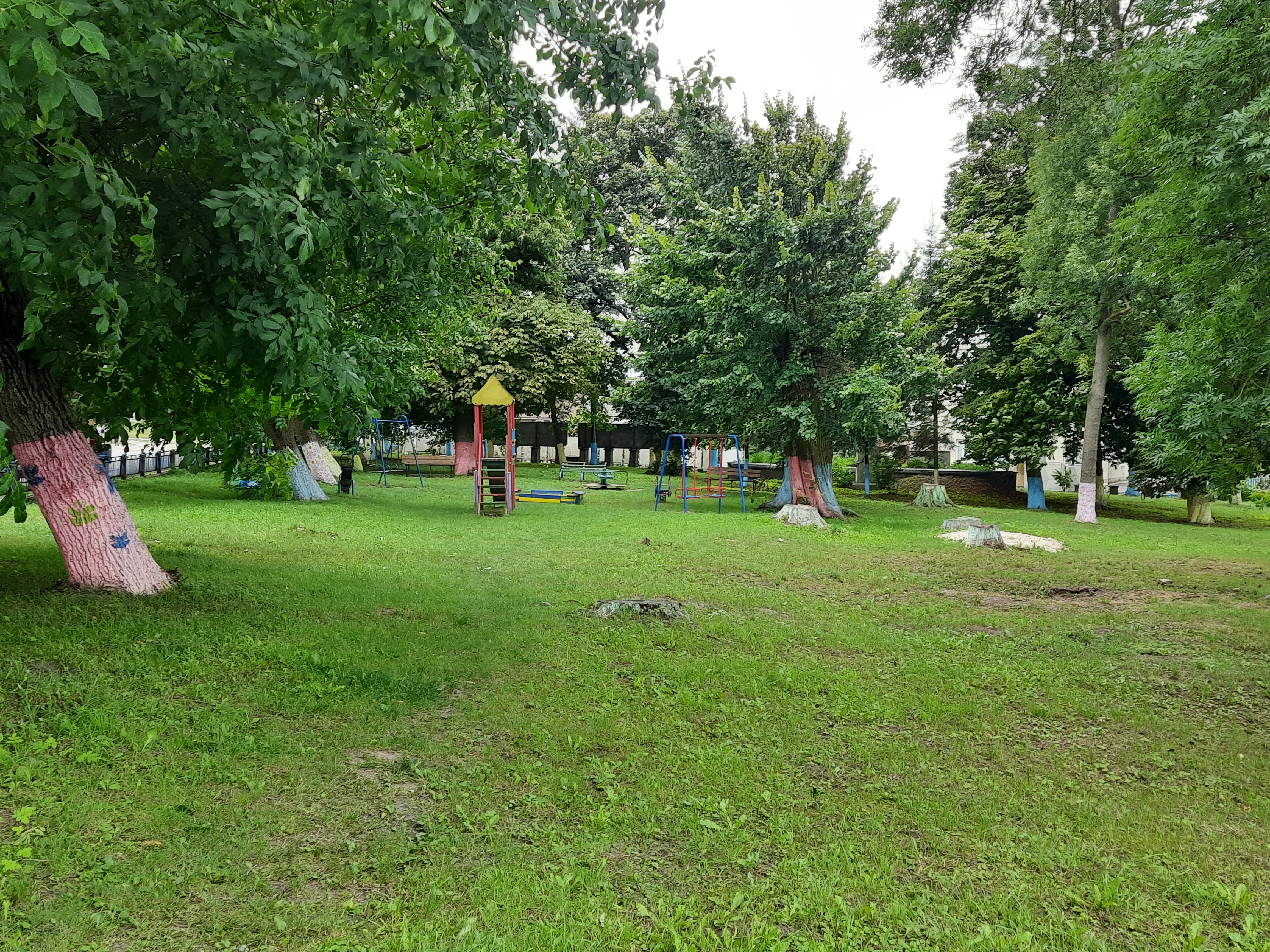
Парк

Вели́кі Дедерка́ли — село Кременецького району Тернопільської області. До 2015 року центр сільської ради, якій були підпорядковані села Вовківці та Малі Дедеркали.
Від вересня 2015 року — центр Великодедеркальської сільської громади. Розташоване на річці Кума, на сході району.
До села приєднано хутір Обори. Населення — 1264 особи (2003).
У минулому — центр волості та районний центр.

## Населення

### Мова
Розподіл населення за рідною мовою за даними перепису 2001 року:
| Мова       | Кількість | Відсоток |
| ---------- | --------- | -------- |
| українська | 1193      | 98.84%   |
| російська  | 10        | 0.83%    |
| білоруська | 3         | 0.25%    |
| німецька   | 1         | 0.08%    |
| Усього     | 1207      | 100%     |

## Історія

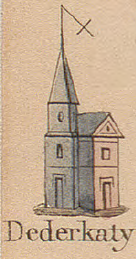
Дедеркали на мапі Зигмунда Герстмана

Поблизу села виявлено археологічні пам'ятки черняхівської культури.
Перша писемна згадка — 1545 року, згідно з актами Кременецького замку згадане як володіння шляхтичів Дедеркало-Волковських.
Жителі Великих Дедеркал брали участь у подіях Хмельниччини.
1735 року коштом А. Вишпольського спорудили костел із монастирем. У 1760 р. М. Прейс та його дружина Тереза надали кошти для побудови кам'яного костелу на честь Воздвиження Хреста та монастиря (нині — храм Ікони Спасителя, ПЦУ). У 1772 р. в селі споруджено католицький монастир, оточений кам'яним муром із вежами. Монастир належав до францисканців реформатів.
Після ІІІ поділу Речі Посполитої 1795 р. Великі Дедеркали увійшли до Кременецького повіту, стали центром Дедеркальської волості.
У другій половині XIX століття в селі діяли водяний млин, круподерня, олійня, 3 ремісничі майстерні, кілька невеликих торговельних закладів.
1893 р. до Великих Дедеркал з Острога переведено учительську семінарію (під час І світової війни її евакуювали до Бахмача), працювало однокласне училище, перетворене наприкінці 19 століття на двокласне (до 1919 р.).
Влітку 1915 р. село перебувало у фронтовій зоні, зазнало великих руйнувань.
16 червня 1919 року під селом Малі Дедеркали відбувся бій козаків 1-го кінного полку ім. М. Залізняка Дієвої армії УНР з більшовиками. В цьому бою загинув ударний відділ сотника Антона Юницького з дев'яти козаків та старшин. Тіла загиблих були нелюдсько понівечені ворогом. Загиблі вояки були поховані селянами в селі Великі Дедеркали 17 червня 1919 року в братській могилі. В могилі поховали сотника Антона Юницького, хорунжого Олександра Харченка, чотового Макара Пилипенка, козака Івана Хижого, козака Панаса Морозового та 4 невідомих вояків.
На 1936 рік село входило до ґміни Дедеркали Кременецького повіту.
Мало статус райцентру (жовтень 1940 — грудень 1961 років), потім увійшло до Шумського району.
12 червня 2020 року, відповідно до розпорядження Кабінету Міністрів України № 724-р «Про визначення адміністративних центрів та затвердження територій територіальних громад Тернопільської області» увійшло до складу Великодедеркальської сільської громади.
19 липня 2020 року, в результаті адміністративно-територіальної реформи та ліквідації Шумського району, село увійшло до складу Кременецького району.

## Пам'ятники
- братська могила вояків Армії УНР (1919)
- братська могила воїнам Червоної Армії (1963)
- памятник Героям Небесної Сотні (2015)

## Релігія

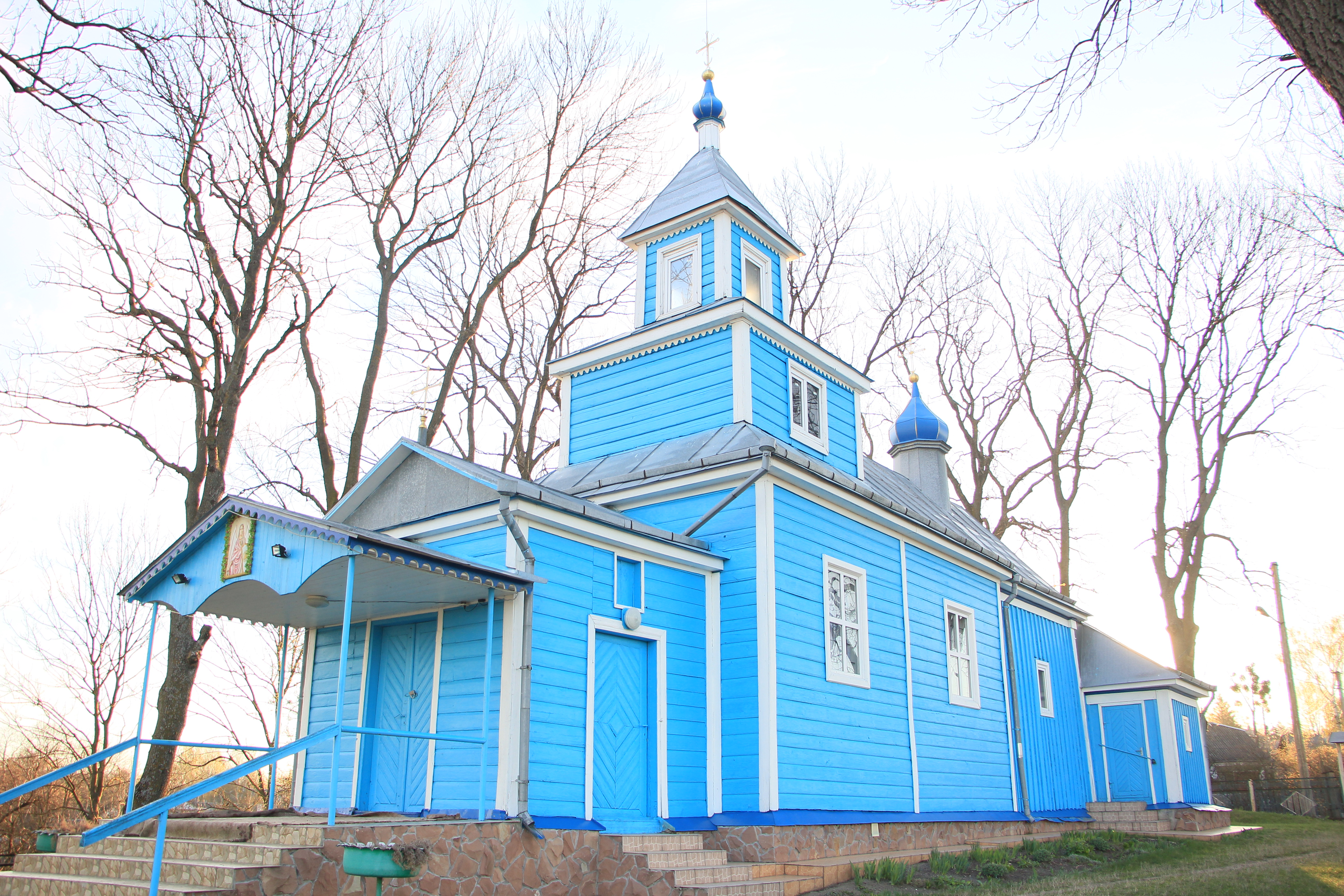
Дерев'яна церква

У селі діють такі релігійні громади:
- Громада церкви Святого Миколая (ПЦУ) (1760)
- Громада церкви Святого Вознесіння (УПЦ МП) (від 1935)
- Громада дому молитви ЄБХ (від 1995)

## Соціальна сфера

### Освіта
Система закладів освіти села:
- середня школа
- музична школа
- спортивна школа
- дитячий садок.

### Медицина
У селі є медичний пункт.[джерело?]
18(?) липня 2017 відкрито новий сучасний геріатричний центр.

### Спорт
У Великих Дедеркалах функціонує КДЮСШ, у якій працюють секції з футболу, волейболу, гирьового спорту та інші. Спортсмени беруть участь у районних, обласних та всеукраїнських змаганнях.[джерело?]
Головним тренером волейбольної команди впродовж 20 років є Людмила Володимирівна Корнійчук, її вихованці щороку — серед призерів області з волейболу. У 2010 році вона посіла третє місце серед тренерів Тернопільської області.[джерело?]
Футбольна команда ФК «Дедеркали» серед лідерів районної футбольної ліги. У сезоні 2012 року здобуто золоті медалі районної ліги та Суперкубок Шумського району, а в сезоні 2013-го — Кубок Шумського району.[джерело?]

## Цікавий факт
Шляхетський рід Дедерків у Великому князівстві Литовському мав герб Дедеркало.

## Відомі люди

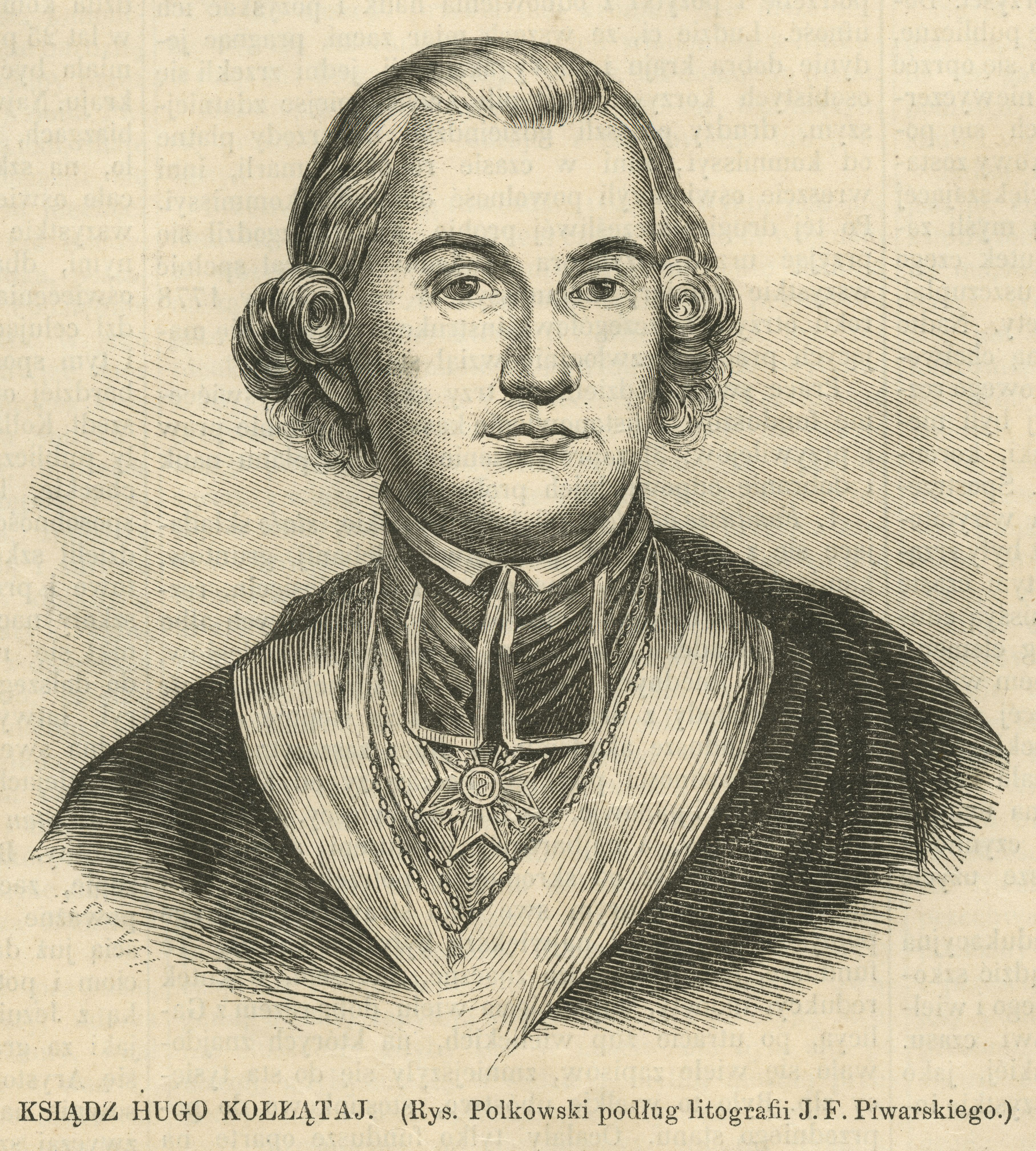
Уродженець села Гуго Коллонтай

### Народилися
- Ніна Андрущенко — учасниця національно-визвольних змагань.
- Ліна Єник (* 1975) — українська поетеса, волонтерка, підприємець, громадська діячка.
- Василь Марценюк — вчений-кібернетик.
- Гуго Коллонтай — польський церковний діяч, філософ.
- Польовий Михайло Васильович (1976—2022) — солдат Збройних сил України, учасник російсько-української війни.

### Працювали
- Венедикт Лавренюк[7] — український етнограф, краєзнавець і музеєзнавець.
- Андроник Лазарчук — український художник, педагог, культурний діяч.

### Дідичі
- Якуб Ігнацій Дедерко[pl] — мінський латинський єпископ.[8]